# Confessione di fede valdese
Tale confessione segue l’impostazione e il contenuto, in versione ridotta, della Confessio Gallicana del 1559, documento di fede delle chiese riformate di Francia. La Confessione di fede valdese del 1655, composta da 33 articoli, invece dei 40 della Gallicana, è una confessione che presenta, in forma succinta, le principali dottrine della chiesa riformata valdese: se la Dichiarazione del Sinodo di Chanforan è una testimonianza del passaggio del valdismo medievale alla Riforma, la Confessione di fede valdese del 1655 presenta formulazioni mature, proprie di una chiesa ormai dotata di una precisa identità confessionale, una organizzazione ed una disciplina ecclesiastica. Tale confessione, oltretutto, assunse un’importanza specifica perché redatta all’indomani della cruenta aggressione controriformistica delle “Pasque piemontesi”, cui il movimento valdese seppe resistere; l’eco di quella tragedia si può ancora cogliere nell’introduzione al documento di fede e nella lettera di Antoine Léger ai pastori valdesi, nelle quali si denunciano i massacri e le vessazioni subite. Nella conclusione della Confessione di fede, in più, i valdesi fecero appello alla comune fede evangelica che, pur nelle differenze tra luterani e riformati, caratterizza il mondo protestante, con la menzione esplicita delle chiese riformate nazionali alle quali si richiede sostegno e protezione; la solidarietà internazionale, del resto, risultò provvidenziale per la stessa sopravvivenza del movimento.